# Zuid-Korea op de Olympische Zomerspelen 1948
Zuid-Korea debuteerde op de Olympische Zomerspelen tijdens de Olympische Zomerspelen 1948 in Londen, Engeland, en nam deel aan de sporten atletiek, basketbal, boksen, gewichtheffen, wielrennen, voetbal en worstelen. Zuid-Korea won twee bronzen medailles bij het debuut.

## Medailles

### 3Brons
- Han Su-An — Boksen, mannen vlieggewicht
- Kim Sung-Jip — Gewichtheffen, mannen middengewicht

Afghanistan · Argentinië · Australië · België · Bermuda · Birma · Brazilië · Brits-Guiana · Canada · Ceylon · Chili · Colombia · Cuba · Denemarken · Egypte · Filipijnen · Finland · Frankrijk · Griekenland · Groot-Brittannië · Hongarije · Ierland · IJsland · India · Irak · Iran · Italië · Jamaica · Joegoslavië · Libanon · Liechtenstein · Luxemburg · Malta · Mexico · Monaco · Nederland · Nieuw-Zeeland · Noorwegen · Oostenrijk · Pakistan · Panama · Peru · Polen · Portugal · Puerto Rico · Republiek China · Singapore · Spanje · Syrië · Trinidad en Tobago · Tsjecho-Slowakije · Turkije · Uruguay · Venezuela · Verenigde Staten · Zuid-Afrika · Zuid-Korea · Zweden · Zwitserland